# 16 Draconis
16 Draconis är en blåvit stjärna i huvudserien i stjärnbilden Draken, med en vit dvärg som följeslagare.
16 Dra har visuell magnitud +5,52 och är synlig för blotta ögat vid god seeing. Den befinner sig på ett avstånd av ungefär 425 ljusår.